# Морган (кінь)
Кінь Морган є однією з найдавніших порід коней, який був виведений у Сполучених Штатах. Родоначальником породи був народжений в 1789 році жеребець Морган, відомий під кличкою Фігур. Коні породи Морган відігравали значніі ролі в американській історії 19-го століття, їх використовували як коней для запряганя карет, для перегонів в упряжі, як звичайних коней для їзди верхи та як кінноту під час громадянської війни в США. Моргани вплинули на інші основні американські породи, включаючи Американського квотерхорса, Теннессійського прогулянкового коня та Стандартбреда. Протягом 19-го і 20-го століть їх експортували в інші країни, включаючи Англію, де жеребець породи Моргана вплинув на розведення коней породи Хакні. У 1907 році Міністерство сільського господарства США заснувало Американську Кінну Ферму Морган поблизу Міддлбері, штат Вермонт, з метою увіковічнення та вдосконалення породи Моргана. Пізніше ферму було передано Вермонтському університету. Перший реєстр порід був створений у 1909 році, і з того часу створено багато кінних клубів, любителів породи Морган, у США, Європі та Океанії. У 2005 році в усьому світі нараховувалося понад 175 000 коней породи Морган.
Морган — це компактна, витончена порода, зазвичай гніда, чорного або каштанового кольору, хоча вони бувають різноманітного забарвлення, включаючи кілька варіацій рябої масті. Порода відома своєю універсальністю. Морган — тварина штату Вермонт, кінь штату Массачусетс і ссавець штату Род-Айленд. Популярні дитячі автори Маргеріт Генрі та Еллен Фельд, зобразили цю породу у своїх книгах. Пізніше за романом Маргеріт Генрі «Джастін Морган Генрі мав коня» було знято фільм студією Діснея.

## Стандарт породи

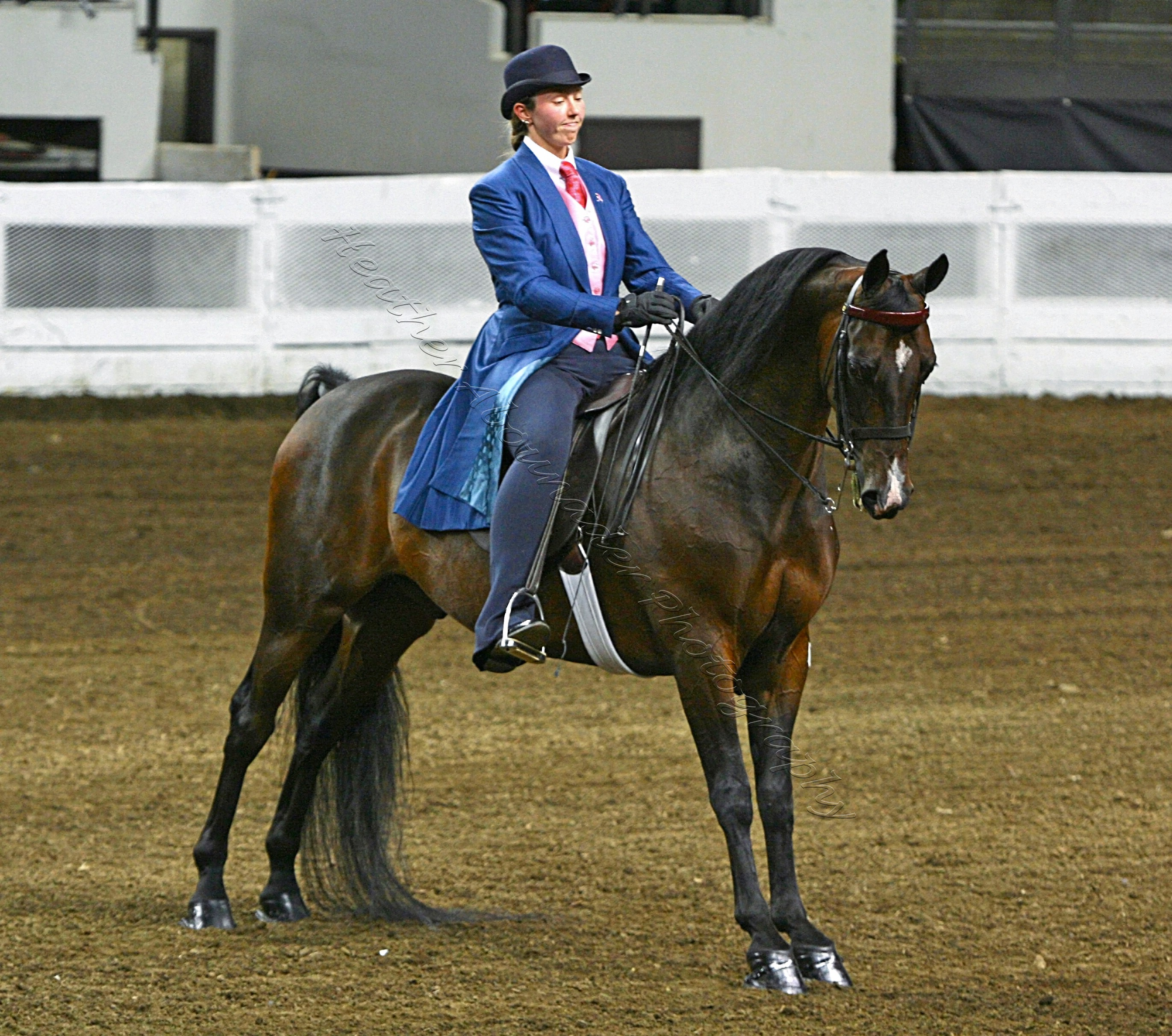
Морган на змаганнях

Офіційно існує один стандарт породи для коней Морган, незалежно від дисципліни чи родоводу окремого коня. Компактний і вишуканої статури, Морган має міцні ноги, виразну голову з рівним або злегка увігнутим профілем і широке чоло, великі, виразні очі, чітко виражений загривок, відведені назад плечі та прямостоячу, добре вигнуту шию. Спина коротка, задні кінцівки з добре вираженими сухожиллям, довгий і м'язистий круп. Хвіст високо прикріплений і тримається витончено і прямо. Морган виглядає сильним могутнім конем, якого легко утримувати. Стандартний зріст породи коливається від 145 до 157 см.
Алюри, зокрема рись, «жвава, пружня прямокутна та зібрана», із збалансованими передніми та задніми ногами. Деякі Моргани є алюрами, що означає, що вони можуть виконувати алюр із середньою швидкістю, відмінною від рисі, такий хід як стійка, фокстрот або темп. Федерація кінного спорту Сполучених Штатів стверджує, що «Морган вирізняється своєю витривалістю та енергійністю, характером і завзятістю, а також сильним природним способом пересування». Породу відзначають як розумну, хоробру та доброї вдачі. Існують різноманітні масті Моргана, хоча найчастіше це коні гніді, чорного чи каштанового забарвлення. Менш поширені Моргани сірої, чалої, буланої, сірої в яблуко і кремової масті, такі як солова, темно-булана, ізабелова та солово-чала. Крім того, також розрізняють три кольорові візерунки рябої масті: сабіно (характеризується дрібними і хаотичними плямами, коні можуть мати мітки), фрейм оверо (забарвлення, при якому білі плями ніби поміщені в основну масть як в рамку) та сплешед уайт (забарвлення, при якому білий колір як ніби повзе від низу до верху, наче коня частково занурили в білу фарбу). Тип рябистої масті тобіано не був помічений у Морганів.
У породи Морган виявлено одне генетичне захворювання. Це міопатія накопичення полісахаридів 1-го типу, аутосомно-домінантне захворювання м'язів, яке зустрічається в основному у племінних і тяглових порід коней, спричинене місенс-мутацією в гені GYS1. Моргани є однією з понад дюжини порід, у яких виявлено алель цього захворювання, хоча його поширеність у морганів досить низька порівняно з племінними та тягловими породами. В одному дослідженні менше одного відсотка випадково протестованих Морганів мали алель цього захворювання, це один із найнижчих відсотків серед порід у цьому дослідженні.

## Історія породи

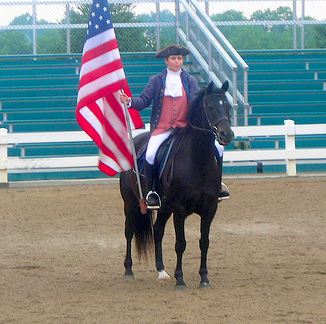
Кінь Моргана з вершником у колоніальному вбранні в кінному парку Кентуккі. Костюми мали нагадувати Джастіна Моргана та Фігуру.

### Джастін Морган
Усі Моргани походять від одного родоначальника, жеребця на прізвисько Фігур, який народився у Вест-Спрінгфілді, штат Массачусетс, у 1789 році. У 1792 році його віддали чоловікові на ім'я Джастін Морган, як плату за борг. Пізніше коня стали ідентифікувати за ім'ям цього конкретного власника, і «кінь Джастіна Моргана» перетворився на назву породи. Однак кінь насправді міг народитися в 7 милях від кордону з Канадою у Вермонті, де його знайшов Джастін Морган. Вважається, що Фігур був приблизно 142 см заввишки і важив близько 1000 фунтів (450 кг). Він був відомий своїми перевагами, які лежать в його характерній зовнішності, структурі, темпераменті і атлетизмі. Його точний родовід невідомий, хоча було докладено багато зусиль для виявлення його походження. У 1821 році Фігура штурхнув інший кінь і згодом він помер від отриманих травм. Його поховали в Танбриджі, штат Вермонт.
Незважаючи на те, що Фігур широко використовувався як племінний жеребець, відомо, що існують записи лише про шістьох його синів, троє з яких стали відомими як прадіди породи Морган. Вудбері, каштановий, мав зріст 150 см і багато років знаходився на кінному заводі в Новій Англії. Буш, темно гнідий, мав такий самий розмір, як Фігур, був відомий своєю витривалістю та швидкістю в упряжі. Найвідомішим був Шерман, ще один каштановий жеребець, трохи нижчий за Фігура, який, у свою чергу, був батьком і дідом Чорного Яструба та Ітана Аллена. Чорний Яструб, народжений у 1833 році, згодом став базовим плідником для порід Стандартбреда, Американської верхової породи та Теннессі, відомий своїм неперевершеним рекордом в упряжних перегонах. Ітан Аллен, породжений Чорним Яструбом у 1849 році, є ще одним важливим плідником в історії породи Морган, він був відомий своєю швидкістю в перегонах рисаків.

### Розвиток породи

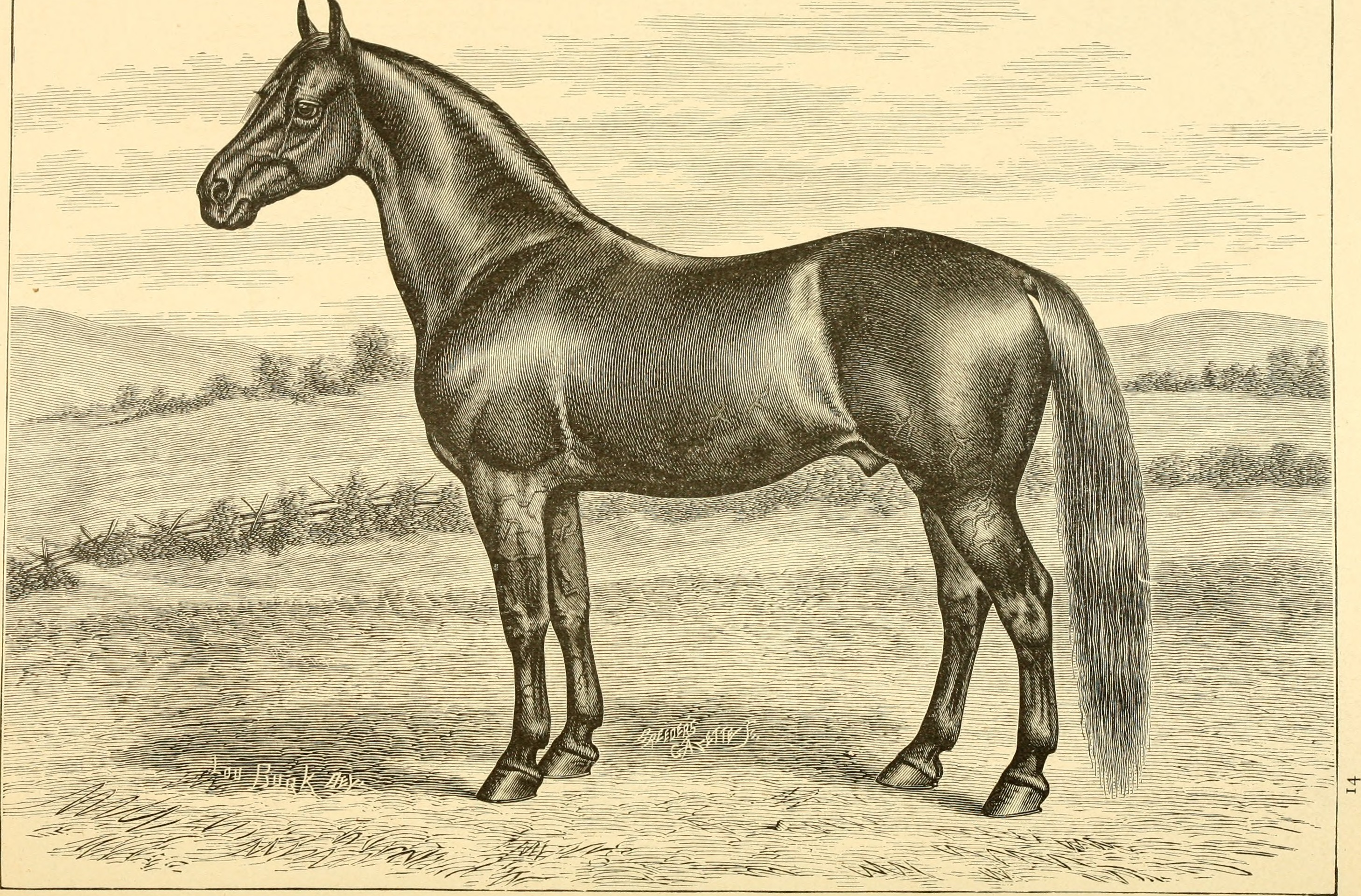
Кінь Морган, 1887 рік

У 19 столітті Моргани вирізнялися своїми практичним застосуваннями. Їх широко використовували для упряжних перегонів і для тягових карет, завдяки їх швидкості та витривалості в упряжі. Також їх використовували як племінних коней і для загальної верхової їзди. Шахтарі під час золотої лихоманки в Каліфорнії (1848—1855) використовували цю породу, як і армія під час та після Громадянської війни в США для верхової та упряжної їзди.
Морганський рисистий жеребець Шеперд Ф. Кнапп був перевезений до Англії в 1860-х роках, де його здатність ходити риссю вплинула на розведення коней породи Хакні. У цей період численні кобили Моргана, можливо, були привезені на захід і інтегровані в техаські табуни коней, що вплинуло на розвиток породи Американського квортерхорса. Моргана також був предком Міссурійського фокстроттера. Однак до 1870-х років у моду увійшли довгоногі коні, і коней породи Морган схрещували з конями інших порід. Це призвело до фактичного зникнення оригінальної породи Морган.
Деніел Чіпмен Лінслі, уродженець Міддлбері, штат Вермонт, склав книгу племінних жеребців Морган, опубліковану в 1857 році. Полковник Джозеф Баттелл, також уродженець Міддлбері, штат Вермонт, опублікував перший том Реєстру коней Морган в 1894 році, поклавши початок офіційній реєстрації порід. У 1907 році Міністерство сільського господарства США заснувало кінну ферму Morgan Horse Farm у Вейбриджі, штат Вермонт, на землі, подарованій полковником Баттеллом з метою увіковічнення та вдосконалення породи Morgan. Програма розведення мала на меті створити здорових, міцних, добре вихованих коней, здатних добре працювати як у сідлі, так і в упряжі. У 1951 році кінну ферму Моргана було передано Міністерством сільського господарства США до Вермонтського сільськогосподарського коледжу (нині Вермонтський університет).

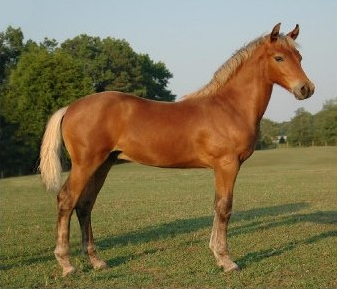
Молодий Морган демонструє типовий стандарти породи

### Родовід
На сьогодні в породі Морган є чотири основні групи крові, відомі як «сім'ї» Брунк, Говермент, Ліппіт і Вестерн Воркінг. Існують також менші підродини. Сім'я Брунк, відома своєю міцністю та атлетизмом, ім'я походить від ім'я засновника програми розведення в Іллінойсі Джозефа Брунка. Сім'я Ліппітів або «Ліпіти» походить від ім'я засновника програми розведення Роберта Ліппіта Найта, який є онуком промисловця Роберта Найта та пра-правнуком по материнській лінії офіцера Війни за незалежність Крістофера Ліппіта, засновника Ліппітського заводу. Роберт Ліппіт Найт зосередився на консерваційному виді розведення коней, який заснований Ітаном Алленом II, і ця лінія Морганів вважається «найчистішою» з чотирьох ліній, причому більшість ліній походять від Фігури та не схрещуються з іншими породами в 20-му або 21-му століттях. Сімейство Говерментн є найбільшим, їх родовід простежується аж до Морганів, вирощених кінною фермою Моргана в США між 1905 і 1951 роками. Основоположником цієї лінії був генерал Гейтс. Після того як Міністерство сільського господарства США припинило брати участь в розведені, Університет Вермонта придбав не лише ферму, але й більшу частину її племінного поголів'я та продовжує програму й сьогодні. Сім'я Вестерн воркінг, скорочено 2WF (Western Working families), не має спільного селекціонера чи предка, але коні розведяться як племенні і робочі породи.

## Асоціації

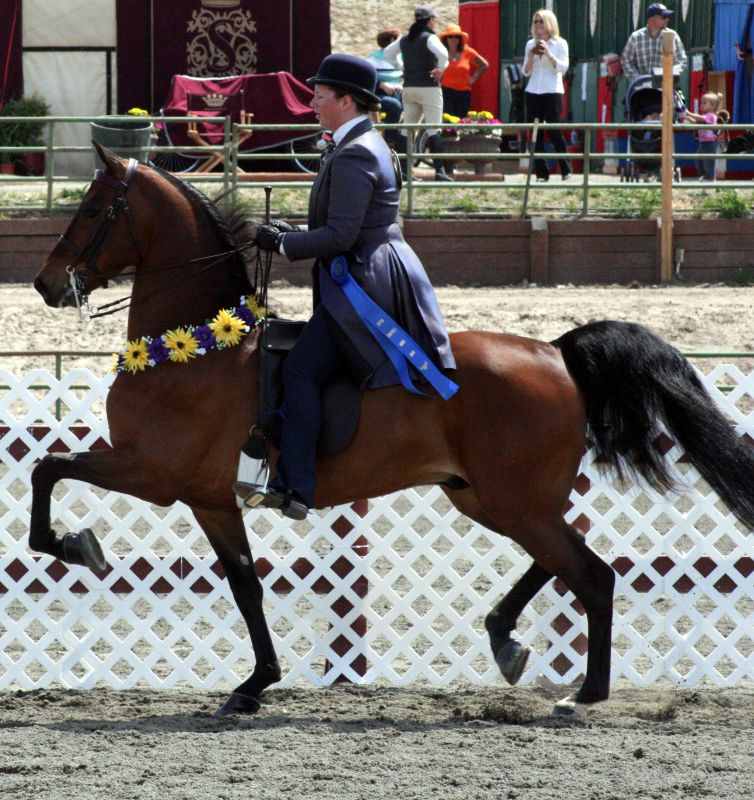
Морган і вершник у сідлі на змаганнях

У 1909 році був заснований Кінний клуб Морган, який пізніше змінив свою назву на Американська кінна асоціація Морган. Протягом 1930-х і 1940-х років серед членів реєстру точилися суперечки щодо того, чи повинна бути племінна книга відкритою чи закритою. Результатом цих дискусій стало те, що племінну книгу було оголошено закритою для чужої крові з 1 січня 1948 року. У 1985 році реєстри США та Канади підписали взаємну угоду щодо реєстрації коней, а подібну угоду було укладено між реєстрами США і Великої Британії в 1990 році. Станом на 2012 рік, приблизно 179 000 коней було зареєстровано за весь час існування асоціації, щорічно реєструється понад 3000 нових лошат. За оцінками, у всьому світі існує від 175 000 до 180 000 коней породи Морган, і хоча вони найбільш популярні в Сполучених Штатах, існують також популяції у Великій Британії, Швеції та інших країнах.
Американська асоціація коней Морган (AАКМ) є найбільшою асоціацією для цієї породи. Крім AАКМ, з 1996 року також існує Національний реєстр поні Морган, який спеціалізується на конях висотою до 147 см. Є кілька інших організацій, які зосереджені на конкретних кровних лініях породи Морган. До них відноситься Асоціація коней Rainbow Morgan Horse, засновану в 1990 році, яка співпрацює з AАКМ над виведенням та популяризацією конів Морган з незвичайним забарвленням, наприклад, із сріблясто-крапковими та кремовими генами. Існують також дві інші організації, засновані на членстві, обидві присвячені збереженню стародавньої Вермонтської або «Ліпіттської» сім'ї Морганів. Перший, Клуб Ліппіта, був заснований у 1973 році, а другий, Асоціація заводчиків Ліппіт Моргана, була заснована в 1995 році. Ліппіт Морган Horse Registry, Inc., була створена в 2011 році. Вона реєструє та підтримує базу даних ДНК з родоводами Ліппіт Моргана. Асоціації породи Морган також існують у кількох країнах, окрім США, включаючи Канаду, Австралію, Нову Зеландію, Велику Британію, Швецію, Австрію та Німеччину. У Міддлбері, штат Вермонт, є музей, присвячений історії породи.

## Використання

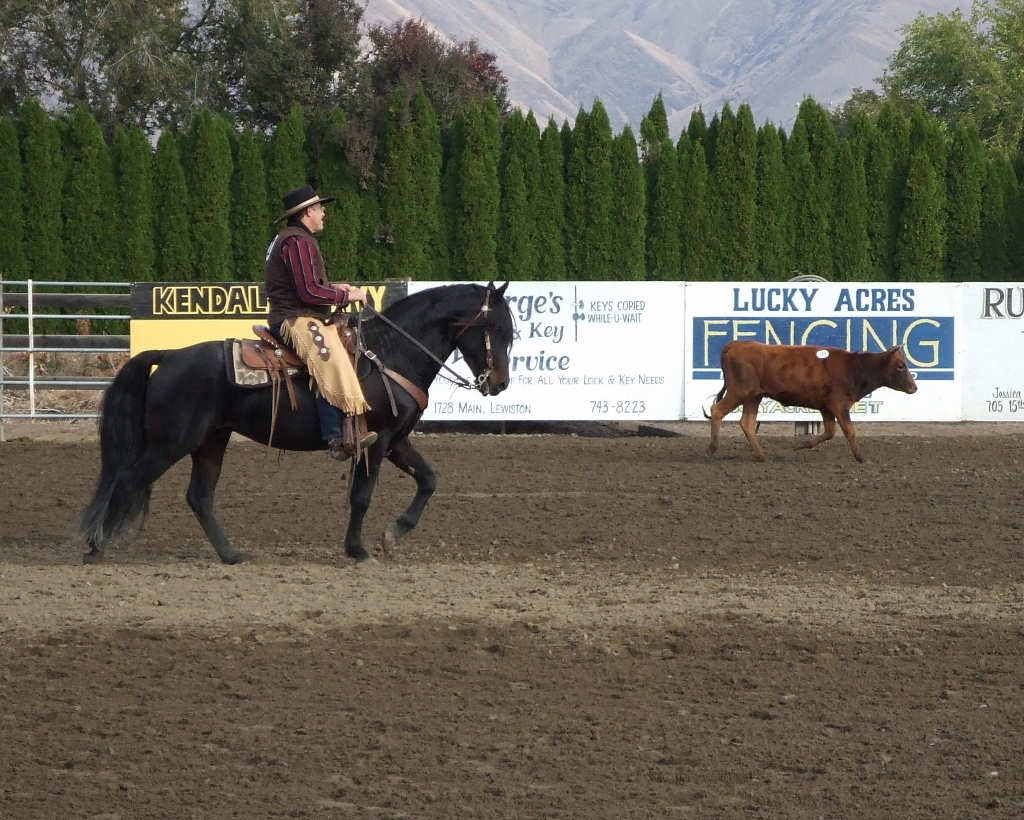
Кінь Морган, який використовувався для верхової Вестернської їзди

Порода Морган відома своєю універсальністю та використовується для низки англійських та західних змагань. Вони були успішно показані в багатьох дисциплінах, включаючи виїздку, конкур, західну їзду, катінг та витривалий за'їзд. Вони також використовуються для прогулянкової їзди. Їх часто бачать у змаганнях з керування, включаючи комбіноване керування та керування каретами. Моргани були першою американською породою, яка брала участь у змаганнях World Pair Driving, представляючи США. Їх використовують також у програмах лікувальної верхової їзди, завдяки м'якому характеру та стабільній ході.
Проводиться лише одна виставка породи Морган по всій території США, відома як програма «відкритих змагань», яку проводить AАКМ, яка нараховує бали на основі успіху у змаганнях на виставках усіх порід. Перша щорічна Велика національна та світова виставка Morgan Horse Show відбулася в 1973 році в Детройті, штат Мічиган, а в 1975 році переїхала до свого нинішньої локації в Оклахома-Сіті, штат Оклахома. Щороку в шоу змагаються понад 1000 коней. У 1961 році кінь Морган був названий офіційною твариною штату Вермонт, а в 1970 році — офіційним конем штату Массачусетс.

### В літературі та фільмах

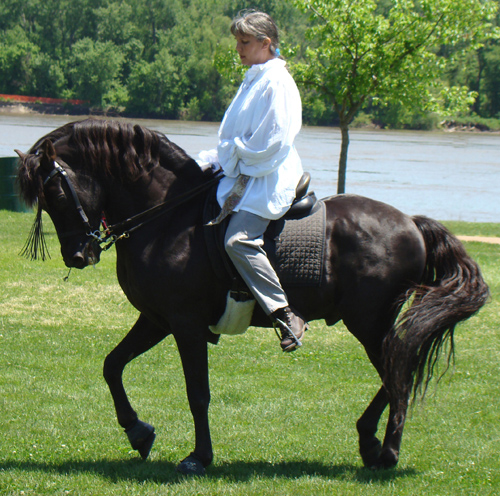
Жеребець Ліппіта Моргана

Дитяча книжка «У Джастіна Моргана був кінь» Маргеріт Генрі, опублікована в 1945 році, була вигаданою розповіддю про Фігура і Джастіна Моргана. Вона була Почесною книгою Ньюбері в 1946 році. Фільм, заснований на книзі, був знятий студією Уолта Діснея в 1972 році. І книга, і фільм були піддані критиці за те, що вони містять ряд історичних неточностей і створюють та увіковічнюють деякі міфи як про Джастіна Моргана, так і про Фігура. Один історик сказав: «на це слід дивитися не як на реальні події, а як на розважальну історію».
Еллен Фельд, дитяча письменниця, також відома своєю серією книг «Кінь Морган». ЇЇ твір «Блекджек: сни про коня Моргана», отримав нагороду Children's Choice Award у 2005 році, після отримання нагороди 2004 року його попередником, «Морозець: Пригоди коня Моргана». Ці нагороди були вручені Міжнародною асоціацією читачів та Радою дитячої книги.
Кінь Моргана є центральним об'єктом вірша «Втікач» Роберта Фроста. У вірші автор спостерігає за лошам «Маленьким Морганом», який взимку залишився на гірському пасовищі і, здається, боїться снігопаду.